# Stanley Hudecki
Stanley M. Hudecki (ur. 22 kwietnia 1916 w Hamilton, zm. 26 czerwca 1988) – kanadyjski polityk Partii Liberalnej.

## Działalność polityczna
W okresie od 8 września 1980 do 3 września 1984 reprezentował okręg wyborczy Hamilton West w kanadyjskiej Izbie Gmin.